# Tin Can Bay
Tin Can Bay är en ort i Australien. Den ligger i kommunen Gympie Regional Council och delstaten Queensland, omkring 170 kilometer norr om delstatshuvudstaden Brisbane. Antalet invånare är 2 094.
Runt Tin Can Bay är det mycket glesbefolkat, med 6 invånare per kvadratkilometer.. Närmaste större samhälle är Rainbow Beach, nära Tin Can Bay.
Trakten runt Tin Can Bay består huvudsakligen av våtmarker. Genomsnittlig årsnederbörd är 1 638 millimeter. Den regnigaste månaden är mars, med i genomsnitt 295 mm nederbörd, och den torraste är september, med 28 mm nederbörd.